# Judiska Kvinnoklubben
Judiska Kvinnoklubben (JKK), grundad 1931, är en filantropisk svensk kvinnoförening.
JKK syfte anges som att "samla judiska kvinnor och män samt att hjälpa behövande judiska kvinnor, män, ungdomar och barn".
Efter grundandet av Heckscher-stiftelsen 1913, hade judiska kvinnor engagerat sig på individuell basis för behövande judar. JKK bildades som en kvinnoförening i Stockholm 1931. Dess medlemmar ägnade sig åt att bistå behövande judar både nationellt och internationellt. Den spelade en roll när Sverige tog emot judiska flyktingar under 1930- och 40-talen. 
Den är medlem i International Council of Jewish Women (ICJW), har en rådgivande status i det Ekonomiska och Sociala Rådet (ECOSOC) i FN, och har permanenta delegationer i New York, Genève, Wien och Paris.